# Mario Moreno (football)
Mario Moreno Burgos, né le 31 décembre 1935 à Santiago au Chili et mort le 2 mars 2005 dans la même ville, est un joueur de football international chilien, qui évoluait au poste d'attaquant.

## Biographie

### Carrière en club
Avec le club de Colo Colo, il remporte quatre championnats du Chili et une Coupe du Chili.

### Carrière en sélection
Avec l'équipe du Chili, il joue 26 matchs et inscrit 5 buts entre 1959 et 1964. 
Il figure dans le groupe des sélectionnés lors de la Coupe du monde de 1962. Lors du mondial organisé dans son pays natal, il joue un match contre l'Allemagne.

## Palmarès
Colo Colo
- Championnat du Chili (4) :
  - Champion : 1956, 1960, 1963 et 1970.

- Coupe du Chili (1) :
  - Vainqueur : 1958.